# Grupo Minero Alpayana
El Grupo Minero Alpayana es una empresa minera peruana dedicada a la extracción y procesamiento de concentrados de zinc, plomo, cobre y plata. Fundada el 13 de octubre de 1986 bajo el nombre Compañía Minera Casapalca en referencia al legado de su predecesora que existió desde 1889 en la histórica zona minera de Casapalca, ubicada en la provincia de Huarochirí, región Lima. 
La empresa adoptó su denominación actual en 2019. Alpayana proviene del quechua y significa 'devolver a la tierra'.Actualmente, posee varias unidades mineras en operación, entre ellas: Americana, Yauliyacu, Iscaycruz y Morococha. Su oficina central administrativa se encuentra ubicada en la ciudad de Lima, capital peruana.

## Historia
Desde su inicio, Alpayana consolidó su presencia con la explotación de la unidad minera Americana, ubicada en la zona de Casapalca (Huarochirí, región Lima), una región con una vieja trayectoria minera. A finales del siglo XIX, la zona fue explotada por la empresa Backus & Johnston, que inició actividades mineras en paralelo a su producción cervecera. La zona es conocida por sus vetas polimetálicas, principalmente de zinc y plomo, y se ubica a 4 600 metros sobre el nivel del mar.
En 1997, el grupo minero amplió su capacidad productiva mediante la adquisición de concesiones de la Minera del Centro del Perú (Centromín Perú), lo que fortaleció su presencia en el sector minero peruano. Luego, en 2022 la empresa adquirió la totalidad de las acciones de la Empresa Minera Los Quenuales S.A., incorporando las unidades de Yauliyacu e Iscaycruz. Finalmente, como parte de su estrategia de crecimiento inorgánico, Alpayana compró en 2023 la Compañía Minera Argentum S.A., que incluye la unidad minera Morococha.

## Unidades mineras

### Americana
Ubicada en Casapalca, Huarochirí, región Lima, a 4 600 metros sobre el nivel del mar. Esta unidad es una de las fuentes de extracción de zinc, plomo, cobre y plata del Grupo Minero Alpayana. Produce 150 000 toneladas métricas mensuales.[cita requerida]

### Yauliyacu
Situada en la provincia de Huarochirí, región Lima, a 4 200 metros sobre el nivel del mar. Esta unidad minera se dedica principalmente a la explotación subterránea de zinc, plomo, cobre y plata. Produce 100 000 toneladas métricas mensuales.[cita requerida]

### Iscaycruz
Ubicada en la provincia de Oyón, región Lima, esta unidad minera se ubica a una altitud que varía entre 4 500 y 4 800 metros sobre el nivel del mar. Se especializa en la extracción de zinc y plomo. A inicios de 2025, se encuentra en etapa de mantenimiento.[cita requerida]

### Morococha
La unidad minera Morococha, situada en la provincia de Yauli, región Junín, se encuentra a 4 500 metros sobre el nivel del mar. Esta unidad se dedica a la producción de plata, zinc, plomo y cobre. Produce 55 000 toneladas métricas mensuales.[cita requerida]

## Sostenibilidad y certificaciones
El Grupo Minero Alpayana cumple con las normativas ambientales vigentes en Perú y ha implementado sistemas de gestión para mitigar el impacto de sus operaciones. La empresa tiene las certificaciones como la ISO 9001 en gestión de calidad, la ISO 14001 en gestión ambiental y la ISO 45001 en seguridad y salud ocupacional.
La empresa también promueve programas de responsabilidad social, como el Proyecto Qallariy, que convierte los residuos orgánicos de sus comedores en alimento para cerdos, beneficiando a las comunidades cercanas. Asimismo, el programa Impulsa, que promueve proyectos de desarrollo comunitario enfocados en impulsar la salud, educación, emprendimiento y bienestar social.
Finalmente, Alpayana también adopta medidas para optimizar el uso del agua, proteger la biodiversidad y rehabilitar las áreas afectadas por la minería, especialmente mediante la reforestación.

### Certificaciones más recientes
- Programa Huella de carbono (Minam), 2 estrellas a la unidad minera Americana.
- Programa Huella de Carbono (Minam), 1 estrella a la unidad minera Yauliyacu.
- Certificación ISO 45001:2018, otorgada por Bureau Veritas, a la unidad minera Yauliyacu.
- Participación en el Programa Huella Hídrica (Autoridad Nacional del Agua).
- Certificación I-REC (International Renewable Energy Certification) otorgado por la empresa Kallpa y Fénix.[cita requerida]